# Noel Gevor
Noel Mikaelian (Geburtsname Norair Mikaelian; * 18. September 1990 in Jerewan, Armenische SSR, Sowjetunion) ist ein deutscher Profiboxer armenischer Abstammung. Mikaelian ist WBC-Weltmeister im Cruisergewicht sowie ehemaliger WBO Junioren Weltmeister, WBO und WBC International Champion sowie WBC Silver World Champion im Cruisergewicht und lebt und trainiert in Miami. Mikaelian boxt in der Normalauslage.

## Boxkarriere und Privates
Nach dem Abitur fing er ein Jurastudium an der Universität in Hamburg an, unterbrach dies jedoch um sich auf seine sportliche Karriere zu konzentrieren. 2011 wechselte Gevor in das Profilager und gab am 27. Mai 2011 sein Profidebüt. Er wird von seinem Stiefvater Khoren Gevor trainiert. Sein jüngerer Bruder Abel ist ebenfalls Profiboxer und unter anderem sein Sparringspartner. Gevor boxte zunächst als Profi für die EC Boxpromotion von Erol Ceylan in Hamburg, bevor er zu Sauerland Event wechselte.
Am 8. Juni 2013 kämpfte Gevor im Vorprogramm der WBO-Cruisergewichts-Weltmeisterschaft zwischen Marco Huck und Ola Afolabi in der Berliner Max-Schmeling-Halle. Dort besiegte er den argentinischen Boxer Juan Manuel Garay einstimmig nach Punkten. Nach weiteren Siegen sicherte sich Gevor am 3. Mai 2014 gegen den Georgier Gogita Gorgiladze die vakante WBO-Junioren-Weltmeisterschaft in seiner Gewichtsklasse. Aufgrund seines Alters musste er diesen Titel Ende April 2015 wieder abgeben.
Nach weiteren Siegen gegen Bela Juhasz, Ismail Abdoul, Tamas Lodi, Tamas Polster, Alejandro Emilio Valori, Mohamed Azzaoui und Lukasz Rusiewicz kämpfte Gevor am 5. September 2015 gegen den argentinischen Meister Daniel Alejandro Sanabria („El Torbellino“). Gevor gewann nach Punkten und holte sich damit den WBO-Titel „International Champion“.
Am 9. Januar 2016 gewann Gevor gegen den Russen Valery Brudov (WBA-Interims-Weltmeister) nach Punkten.
2015 verlängerte Gevor seinen Vertrag mit Sauerland Event um weitere zwei Jahre.
Ende 2020 gewann Noel Mikaelian die WBC International championship in Miami Florida.
Daraufhin boxte er im Jahr 2022 um den WBC Silver Weltmeisterguertel gegen den ehemaligen WBA champion Youri Kalenga und gewann einstimmig nach Punkten, wobei er seinen Kontrahenten zeitgleich mit dem Schlussgong an knockte.
Im November 2023 besiegte Gevor in Miami den Kongolesen Ilunga Makabu durch Technischen K.o. in der dritten Runde und gewann damit den vakanten WBC-Titel im Cruisergewicht. Er ist damit der erste Deutsche nach Max Schmeling 1930, der in den USA einen WM-Kampf gewonnen hat.

## Liste der Profikämpfe
| 28 Siege (11 K.-o.-Siege), 2 Niederlagen, 0 Unentschieden |               |                                        |                           |                                                             |
| Jahr                                                      | Tag           | Ort                                    | Gegner/Kampfziel          | Ergebnis                                                    |
| 2011                                                      | 27. Mai       | Alte Brauerei, Stralsund               | Adam Gadajew              | Sieg nach Refereedecision                                   |
| 2011                                                      | 15. Juli      | EWS Arena, Goeppingen                  | Vaclav Fiala              | Sieg / TKO (1. Runde)                                       |
| 2011                                                      | 3. September  | Kugelbake-Halle, Cuxhaven              | Rushid Sevim              | Sieg / TKO (2. Runde)                                       |
| 2012                                                      | 11. Mai       | EWS Arena, Goeppingen                  | Marko Angermann           | Sieg nach Aufgabe (2. Runde)                                |
| 2012                                                      | 7. Juli       | Boxsporthalle Braamkamp, Winterhude    | Michal Bilak              | Sieg nach Refereedecision                                   |
| 2013                                                      | 22. Februar   | Strada Henri Coanda, Galati            | Slavomir Selicky          | Sieg / TKO (1. Runde)                                       |
| 2013                                                      | 16. März      | Sportforum, Bernau                     | Viktor Szalai             | Sieg / TKO (4. Runde)                                       |
| 2013                                                      | 8. Juni       | Max-Schmeling-Halle, Berlin            | Juan Manuel Garay         | Punktsieg (einstimmig)                                      |
| 2013                                                      | 23. November  | Brose Arena, Bamberg                   | Sandro Siproshvili        | Punktsieg (einstimmig)                                      |
| 2014                                                      | 25. Januar    | Hanns-Martin-Schleyer-Halle, Stuttgart | Loris Emiliani            | Sieg / KO (7. Runde)                                        |
| 2014                                                      | 3. Mai        | The Velodrom, Berlin                   | Gogita Gorgiladze         | Punktsieg (einstimmig) WBO Youth-Titelkampf                 |
| 2014                                                      | 7. Juni       | Sport and Congress Center, Schwerin    | Bela Juhasz               | Sieg / KO (2. Runde)                                        |
| 2014                                                      | 16. August    | Messehalle, Erfurt                     | Ismail Abdoul             | Punktsieg (einstimmig)                                      |
| 2014                                                      | 27. September | Sparkassen-Arena, Kiel                 | Tamas Lodi                | Sieg / TKO (7. Runde)                                       |
| 2014                                                      | 13. Dezember  | MusikTeatret, Albertslund              | Tamas Polster             | Sieg / TKO (5. Runde)                                       |
| 2015                                                      | 21. Februar   | O2 World Arena, Berlin                 | Alejandro Emilio Valori   | Punktsieg (einstimmig)                                      |
| 2015                                                      | 25. April     | Columbiahalle, Berlin                  | Mohamed Azzaoui           | Sieg / KO (5. Runde)                                        |
| 2015                                                      | 18. Juli      | Gerry-Weber-Stadion, Halle             | Lukasz Rusiewicz          | Punktsieg (einstimmig)                                      |
| 2015                                                      | 5. September  | Energie Verbund-Arena, Dresden         | Daniel Alejandro Sanabria | Punktsieg (einstimmig) WBO International-Titelkampf         |
| 2016                                                      | 9. Januar     | Baden-Arena, Offenburg                 | Valery Brudov             | Punktsieg (einstimmig) WBO International-Titelverteidigung  |
| 2016                                                      | 7. Mai        | Barclaycard Arena, Hamburg             | Cristian Javier Medina    | Punktsieg (einstimmig) WBO International-Titelverteidigung  |
| 2016                                                      | 14. Oktober   | Inselparkhalle, Wilhelmsburg           | Stephen Simmons           | Punktsieg (mehrstimmig) WBO International-Titelverteidigung |
| 2017                                                      | 20. Mai       | Hala Arena, Pozsn                      | Krzysztof Wlodarczyk      | Niederlage nach Punkten (mehrstimmig)                       |
| 2017                                                      | 9. September  | Max Schmeling Halle, Berlin            | Isiah Thomas              | Punktsieg (einstimmig)                                      |
| 2018                                                      | 10. November  | UIC Pavilion, Chicago                  | Mairis Briedis            | Niederlage nach Punkten (einstimmig) WBC Diamond-Titelkampf |
| 2019                                                      | 15. Juni      | Arena Riga, Riga                       | Isossa Mondo              | Punktsieg (einstimmig)                                      |
| 2020                                                      | 12. Dezember  | Airport Hilton, Miami                  | Jesse Bryan               | Sieg / TKO (4. Runde) WBC International-Titelkampf          |
| 2022                                                      | 12. Februar   | Studio 69, Riga                        | Youri Kayembre Kalenga    | Punktsieg (einstimmig) WBC Silver-Titelkampf                |
| 2023                                                      | 4. November   | Casino Jai Alai, Miami                 | Ilunga Makabu             | Sieg / TKO (3. Runde) WBC World-Titelkampf                  |
| (Quelle: BoxRec-Datenbank)                                |               |                                        |                           |                                                             |